# Biologie in unserer Zeit
Biologie in unserer Zeit (BiuZ) ist eine populärwissenschaftliche Fachzeitschrift über Themen aus dem Gebiet der  Biologie. Sie erschien seit 1971 sechsmal pro Jahr im Wissenschaftsverlag Wiley-VCH und ist zugleich auch die Verbandszeitschrift des Verbandes Biologie, Biowissenschaften und Biomedizin in Deutschland (VBiO). Seit dem 1. Januar 2021 führt der VBiO die Zeitschrift im Selbstverlag mit vier Ausgaben pro Jahr fort. Die Zeitschrift wird auch im OJS Bielefeld passwortgeschützt online verfügbar gemacht.

## Hefte
Die einzelnen Hefte haben das Format DIN A4 (29,7 cm × 21 cm), sind gelumbeckt und haben einen Umfang von je etwa 100 Seiten, die jährlich durchnummeriert sind. Sie sind im Offsetdruckverfahren hergestellt und dem Anspruch eines nicht ausschließlich auf Fachpublikum beschränkten Leserkreises farbig mit Fotos und Grafiken bebildert.

## Themen und Aufbau
BiuZ gibt Einblicke in das gesamte Spektrum der Biologie. Namhafte Autoren stellen in illustrierten Übersichtsartikeln Neuentwicklungen vor und laden zum Blick über „den eigenen Tellerrand“ ein.
Die Ausgaben weisen jeweils unterschiedliche mehrseitige Aufsätze aus allen Forschungs- und Anwendungsbereichen der Biologie auf. Die Hauptbeiträge sind jeweils mit einer Zusammenfassung am Ende, einem Literaturverzeichnis, einem Glossar und einem Porträt jedes Autors versehen. Rubriken sind das Editorial, Meldungen, Berichte aus Politik und Gesellschaft, Kurzberichte aus der Forschung sowie Literaturbesprechungen.

## Autoren
Die Beiträge werden von freien Autoren oder Autorengruppen nach Maßgaben des Verlages über Länge und Struktur eingereicht, wobei das Urheberrecht an den Verlag abgetreten wird. Eventuelle Patentrechte verbleiben beim Verfasser. Die Zeitschrift weist ein festes Kuratorium von mehreren Wissenschaftlern aus dem abgedeckten Fachbereich auf.

## Vertrieb
Das Magazin ist für Verbandsmitglieder im Beitrag enthalten. Darüber hinaus ist es im Normal-, im Studenten- oder im Institutsabonnement sowie im Einzelhandel erhältlich. Die Druckauflage betrug bei WILEY 8500 Exemplare (2018) und wird vom VBiO seit Anfang 2021 mit einer Startauflage von 5000 Exemplaren weitergeführt.